# Llista de comtes de Girona
Aquesta llista de comtes de Girona inclou una relació cronològica dels titulars del comtat de Girona, des de la seva creació el 785. A partir de Berà I, el comtat de Girona fou regit pels comtes de Barcelona, amb l'excepció dels períodes on regnaren Guifré I de Girona i Otger, independents del casal barceloní.

## Comtes nomenats pels reis francs
| Núm.                                                                              | Titular              | Període               | Nota                                   |
| --------------------------------------------------------------------------------- | -------------------- | --------------------- | -------------------------------------- |
| I                                                                                 | Rostany              | 785 - 801 o 811       | Primer comte documentat                |
| II                                                                                | Odiló                | 801 o 811 - 812 o 817 |                                        |
| III                                                                               | Berà                 | 812 o 817 - 820       | Primer que també és comte de Barcelona |
| IV                                                                                | Rampó                | 820 - 825             |                                        |
| V                                                                                 | Bernat de Septimània | 826-832               | Primer mandat.                         |
| VI                                                                                | Berenguer de Tolosa  | 832 - 835             |                                        |
| VII                                                                               | Bernat de Septimània | 835 - 844             | Segon mandat.                          |
| VIII                                                                              | Sunifred I           | 844 - 848             |                                        |
| IV                                                                                | Guifré I             | 848 - 852?            |                                        |
| X                                                                                 | Odalric              | 852?-858?             |                                        |
| XI                                                                                | Humfrid              | 858?-862?             |                                        |
| XII                                                                               | Otger                | 862 - 870             |                                        |
| XIII                                                                              | Bernat de Gòtia      | 870 - 878             | Destituït per haver-se revoltat.       |
| XIII                                                                              | Guifré el Pilós      | 878 - 897             | Concessió per Lluís el Tartamut        |
| A partir d'aquest moment, el comtat de Girona sempre estarà unit al de Barcelona. |                      |                       |                                        |